# Abraham Josef Sztybel
Abraham Josef Sztybel, także Stiebel, Sztibel (ur. 1884 w Żarkach, zm. 16 września 1946 w Nowym Jorku) – polsko-żydowski wydawca, właściciel wydawnictwa Sztybel publikującego literaturę w języku hebrajskim.

## Życiorys
Abraham Josef Sztybel urodził się w 1884 roku w Żarkach. Odebrał tradycyjne żydowskie wykształcenie m.in. w jesziwie w Zduńskiej Woli, miał nawet zamiar podejść do egzaminów rabinackich. W 1904 roku przybył do Warszawy, gdzie miał okazję obserwować i poznać lokalną działalność wydawniczą. Początkowo w Warszawie pracował przy handlu skórami; dzięki powodzeniu finansowemu miał okazję podróżować do Moskwy, Berlina, Amsterdamu i Stanów Zjednoczonych. W 1917 roku, w Moskwie, założył wydawnictwo o nazwie Sztybel. Gdy w 1921 roku Sztybel przeniósł się do Warszawy, przeniósł tam także siedzibę wydawnictwa. Instytucja w latach 30. na krótko przeniosła się do Berlina, następnie zaczęła publikować w Tel-Awiwie, z krótką przerwą na powrót do Warszawy. Posiadała także filię w Nowym Jorku, do której przeniosła się po wybuchu II wojny światowej.
Głównym celem szerokiej działalności wydawniczej Sztybla było wzbogacenie literatury hebrajskiej o dzieła klasyczne, jak i nowości. W swej ok. trzydziestoletniej działalności jego wydawnictwo opublikowało przeszło 500 tytułów 75 autorów tworzących po hebrajsku i 125 autorów tworzących w innych językach, których przekłady przygotowało 90 tłumaczy. Wydano oryginalne utwory m.in. Michy Josefa Berdyczewskiego, Gerszona Szofmana, Aharona Dawida Gordona czy Ze’ewa Żabotyńskiego. W tłumaczeniu ukazała się klasyka literatury powszechnej, od dzieł Platona i Sofoklesa, przez Szekspira, po utwory autorów dwudziestowiecznych takich jak Thomas Mann. Publikowano także przekłady z języka polskiego, w tym Ogniem i mieczem, Pana Tadeusza czy wydane w 1938 roku w tłumaczeniu Bera Pomeranca Wesele. Sztybel osobiście dobierał polskie tytuły do tłumaczeń i wybierał tłumaczy, przysługując się popularyzacji literatury polskiej w hebrajskim kręgu językowym. Sam także wyszukiwał zagranicznych autorów i negocjował warunki, zapewniając godziwe stawki i napędzając tym samym życie literackie. Jego wydawnictwo publikowało także kwartalnik literacki „Ha-Tkufa”, który zajął ważną rolę w literaturze hebrajskiej diaspory.
Sztybel uciekł z Warszawy po wybuchu II wojny światowej. Zmarł 16 września 1946 roku w Nowym Jorku, w siedzibie swego wydawnictwa.
W 2000 roku ukazała się w Izraelu monografia na temat działalności edytorskiej Sztybla, autorstwa Danii Amichay-Michlin.